# Lathyrus linifolius
Lathyrus linifolius — вид рослин родини бобові (Fabaceae), поширений у Європі, від Португалії до Білорусі й Фінляндії.

## Опис
Багаторічна невитка трав'яниста рослина. Кореневище з темними бульбами. Стебло прямостійне, крилате, досить голе. Листки чергуються, черешкові, прилисткові. Листова пластина периста, 2–4 пари, позбавлений вусиків. Листочки еліптичні — ланцетні — лінійні, тупі, з цілими краями. Прилистки великі. Віночок з 1 площиною симетрії, пурпуровий, пізніше блакитний, довжиною 10–16 мм, пелюстків 5; загальна форма віночка нагадує метелик. Чашечка 5-лопатева. Тичинок 10. Один плодолисток. Суцвіття — довгостеблове, 2–6-квіте. Плоди 25–45 мм завдовжки, голі, від червонувато-коричневих до чорнувато-коричневих, 6–10-насінні.

## Поширення
Поширений у Європі: Данія, Фінляндія, Ірландія, Норвегія, Швеція, Велика Британія, Австрія, Бельгія, Чехія, Словаччина, Німеччина, Угорщина, Нідерланди, Польща, Швейцарія, Естонія, Латвія, Литва, Албанія, колишня Югославія, Італія, Франція, Португалія, Іспанія; вимер у Алжирі.

## Галерея

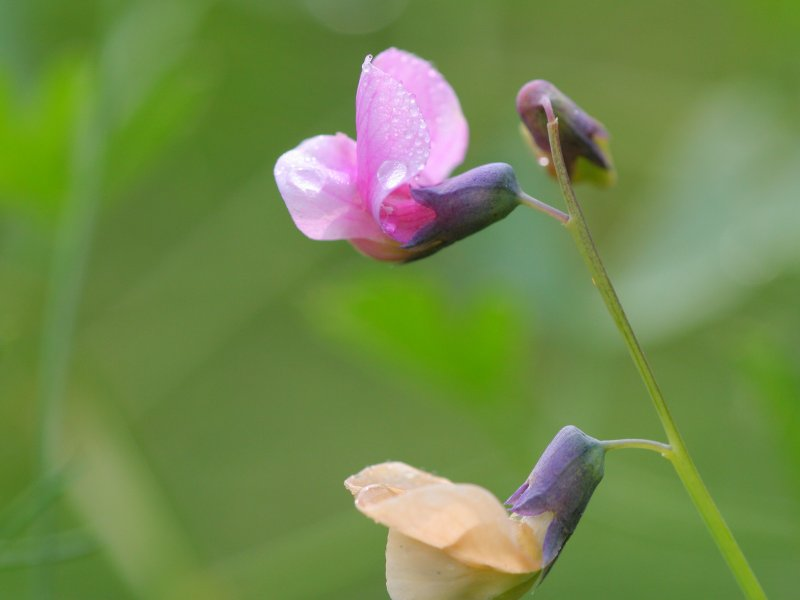
квітка
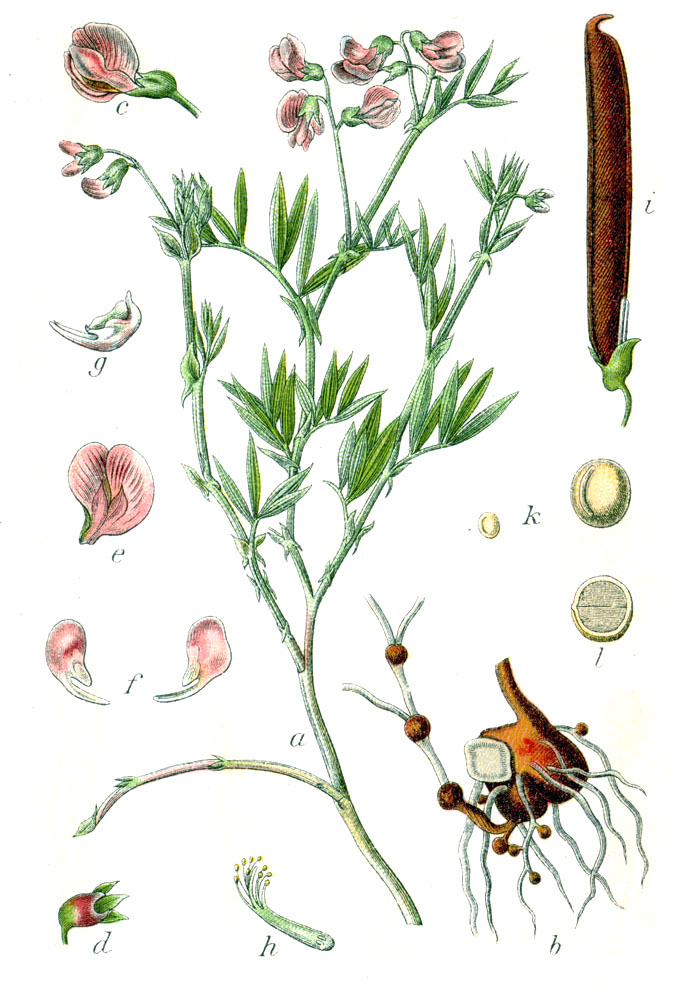
ілюстрація